# Kamenar (distrikt i Bulgarien, Varna)
Kamenar (bulgariska: Каменар) är ett distrikt i Bulgarien.   Det ligger i kommunen Obsjtina Varna och regionen Oblast Varna, i den östra delen av landet, 400 km öster om huvudstaden Sofia.